# Ideopsis anapina
Ideopsis anapina är en fjärilsart som beskrevs av Semper 1892. Ideopsis anapina ingår i släktet Ideopsis och familjen praktfjärilar. Inga underarter finns listade i Catalogue of Life.